# Cristina Mendes da Silva
Cristina Maria Mendes da Silva (23 de agosto de 1966), conhecida até meados de 2020 como Cristina Maria Mendes Silva Moreira, é uma deputada e política portuguesa. Ela é deputada à Assembleia da República na XIV legislatura pelo Partido Socialista. Ela é educadora de infância.